# Harjujärvi, Lappland
Harjujärvi är en sjö i Gällivare kommun i Lappland och ingår i Kalixälvens huvudavrinningsområde. Sjön har en area på 0,0335 kvadratkilometer och ligger 271,1 meter över havet.

## Delavrinningsområde
Harjujärvi ingår i det delavrinningsområde (743107-178329) som SMHI kallar för Ovan Palovaaranoja. Medelhöjden är 243 meter över havet och ytan är 44,01 kvadratkilometer. Det finns inga avrinningsområden uppströms utan avrinningsområdet är högsta punkten. Kvarnån (Pempelijoki) som avvattnar avrinningsområdet har biflödesordning 3, vilket innebär att vattnet flödar genom totalt 3 vattendrag innan det når havet efter 142 kilometer. Avrinningsområdet består mestadels av skog (63 procent) och sankmarker (29 procent). Avrinningsområdet har 0,42 kvadratkilometer vattenytor vilket ger det en sjöprocent på 0,9 procent.